# Thomas Wilson Barnes
Thomas Wilson Barnes (1825–1874) byl anglický šachový mistr, jeden z nejsilnějších anglických šachistů padesátých let 19. století.
Barnes se zúčastnil jediného šachového turnaje, a to v Londýně roku 1862, kde v konkurenci čtrnácti hráčů skončil na sedmém místě za Adolfem Anderssenem, Louisem Paulsenem, Johnem Owenem, Georgem Alcockem MacDonnellem, Serafinem Duboisem a Wilhelmem Steinitzem.
Barnes také dosáhl největšího počtu vítězství v partiích s Paulem Morphym při jeho návštěvě Anglie roku 1858. Jejich střetnutí skončilo celkovým poměrem 8:19 (=1), jednoho vítězství však dosáhl Barnes při Morphyho simultánce a remízy pak při Morphyho simultánce naslepo.
Morphy považoval Barnese za velmi silného hráče a vybral si jej proto jako svého poradce pro dvě konzultační partie s Howardem Stauntonem, kdy na jedné straně šachovnice zasedli Morphy s Barnesem a na druhé Staunton s Johnem Owenem, přičemž Morphy a Barnes obě partie vyhráli.
Barnesovým jménem je označováno jedno z nepravidelných šachových zahájení, tzv. Barnesovo zahájení 1.f3, a také tzv. Barnesova obrana 1.e4 f6.